# Начальник штаба обороны Индии
Нача́льник шта́ба оборо́ны И́ндии (англ. Chief of Defence Staff of India, хинди रक्षा प्रमुख, भारत) — военная должность в Вооружённых силах Индии. Начальник штаба обороны Индии является самым высокопоставленным офицером Вооружённых сил Индии, а также считается профессиональным руководителем всех трёх подразделений Вооружённых сил Индии, а именно Сухопутных войск Индии, Военно-воздушных сил Индии и Военно-морских сил Индии. Также начальник штаба обороны Индии является ответственным за надзор за взаимодействие между всеми тремя подразделениями по дисциплинам, связанных с функционированием вооружённых сил. Помимо этого, начальник штаба обороны Индии во время своего пребывания в должности выполняет обязанности председателя Комитета начальников штабов Индии.
Согласно закону, начальник штаба обороны Индии является председателем и секретарём департамента по военным вопросам Индии, и соответственно, является главным советником Министерства обороны Индии по вопросам, связанным с межведомственной интеграцией.
С момента создания должности начальника штаба обороны Индии в 2020 году, её занимают офицеры с четырёхзвёздочным званием, назначенные из любого подразделения Вооружённых сил Индии. Начальник штаба обороны Индии занимает 12-е место в порядке старшинства в Индии, что эквивалентно начальнику штаба Сухопутных войск Индии, начальнику штаба Военно-морских сил Индии и начальнику штаба Военно-воздушных сил Индии.

## Описание

### Роль и обязанности
Как самый высокопоставленный офицер Вооружённых сил Индии, начальник штаба обороны Индии наделён множеством поручений и обязанностей, а именно:
- Как председатель Комитета начальников штабов Индии:
  - Является главным военным советником министра обороны Индии по всем вопросам, связанным с межведомственной интеграцией, согласованностью в Вооружённых силах Индии и их функционированием[7].
  - Выполняет обязанности руководителя таких межведомственных учреждений, как Оборонное кибернетическое агентство[англ.], Военно-космическое агентство[англ.] и подразделение специальных операций Вооружённых сил Индии[англ.][11].
  - Отвечает за управление Комитетом начальников штабов Индии по дисциплинам, связанным с межведомственной координацией или требующим её осуществления, таким как развитие потенциала в Вооружённых силах Индии, приобретение военного оборудования, догматическая стратегия, инфраструктура, материальное обеспечение и подготовка солдат[11].
- Как секретарь Департамента по военным вопросам Индии:
  - Является ответственным за подотчёты парламенту Индии по вопросам, связанным исключительно с Вооружёнными силами Индии[12].
  - Способствует реструктуризации военных командований любого из подразделений Вооружённых сил Индии для оптимального использования ресурсов путём укрепления взаимодействия солдат в военных операциях[10].
  - Способствует объединению усилий в приобретении военного оборудования, подготовке солдат и укомплектовании всех трёх подразделений Вооружённых сил Индии путём совместного планирования и интеграции их соответствующих потребностей[10].

### Продвижение по службе

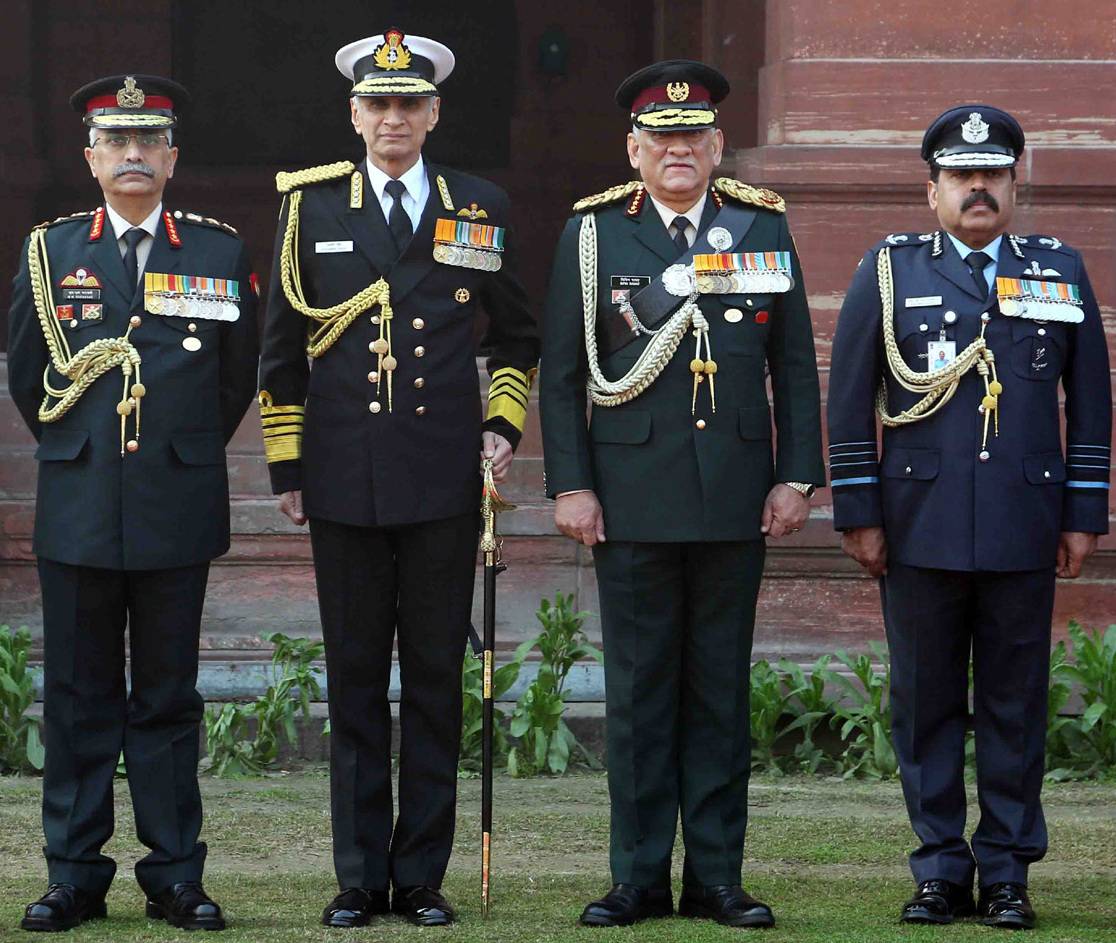
Начальник штаба обороны Индии Бипин Рават (второй справа) вместе с начальниками штаба всех трёх подразделений Вооружённых сил Индии.

С момента создания должности начальника штаба обороны Индии в январе 2020 года, её обычно занимали офицеры с четырёхзвёздочными званиями из любого подразделения Вооружённых сил Индии, в частности, генерал, адмирал или главный маршал авиации. Процесс назначения кандидата на должность инициирован Министерством обороны Индии, в рамках чего резюме о кандидатах, представленных Вооружёнными силами Индии, первоначально идут на тщательное рассмотрение, а затем отправляются в Комитет по назначениям кабинета министров Индии, состоящий из премьер-министра Индии и министра обороны Индии, после чего один из кандидатов назначается на должность начальника штаба обороны Индии.
На момент создания должности в 2020 году определённой структуры порядка назначения не существовало; таким образом, в период создания должности начальника штаба обороны Индии для назначения был зарекомендован самый высокопоставленный офицер Вооружённых сил Индии, первым примером чего был приведён начальник штаба Сухопутных войск Индии Бипин Рават, считавшийся самым высокопоставленным среди всех начальников штаба подразделений Вооружённых сил Индии. Однако неожиданная смерть Бипина Равата в 2021 году во время его пребывания в должности открыла вопрос структуры порядка назначения. Должность начальника штаба обороны Индии оставалась вакантной в течение девяти месяцев, прежде чем был назван преемник Равата. Следовательно, в июне 2022 года Министерство обороны Индии установило постоянный свод правил назначения и правопреемства, в котором говорится, что офицеры Вооружённых сил Индии, имеющие четырёхзвёздочное или трёхзвёздочное звание, независимо от того, являются они ныне служащими или ушли в отставку, могут считаться подходящими кандидатами для назначения на эту должность, при условии, что на момент выдвижения в кандидаты они не достигли 62-летнего возраста.
Несмотря на то, что с 2022 года правила назначения на должность начальника штаба обороны Индии одинаковы во всех трёх подразделениях Вооружённых сил Индии, они классифицируются в каждом подразделении по-разному, а именно:
- В Сухопутных войсках Индии: Правила (поправка от 2022 года)[16].
- В Военно-морских силах Индии: Военно-морской церемониал, условия службы и прочее (поправка от 2022 года)[16].
- В Военно-воздушных силах Индии: Правила (поправка от 2022 года)[16].

Впервые правила были активно применены при назначении в сентябре 2022 года на должность бывшего главнокомандующего генерал-офицера Восточным командованием Анила Чаухана, вышедшего в отставку в мае 2021 года. После назначения на должность начальника штаба обороны Индии отставка Чаухана была отозвана и он был произведён в генералы.

### Срок полномочий
Согласно первоначальному своду правил, установленному Министерством обороны Индии в декабре 2019 года, начальники штаба любого из трёх подразделений Вооружённых сил Индии, отработавшие положенный трёхлетний срок полномочий или достигшие 62-летнего возраста, считались имеющими право являться кандидатом на должность начальника штаба обороны Индии, при этом назначенный офицер должен был занимать должность до максимального предполагаемого возраста 65 лет. В отличие от должностей начальников штабов подразделений Вооружённых сил Индии, у начальника штаба обороны Индии нет определённого срока полномочий, а есть лишь возрастное ограничение. После утверждения правил 2022 года требования к кандидатам на должность стали более мягкими, в результате чего офицеры в отставке также могут иметь право на должность.
Ранее, в случае внезапного ухода с должности начальника штаба обороны Индии занимающего её человека — в результате увольнения, отставки или внезапной смерти, самый высокопоставленный офицер Вооружённых сил Индии после внезапного ухода выполняет обязанности председателя Комитетов начальников штабов Индии до тех пор, пока не будет назначен преемник. Такая ситуация произошла после смерти Бипина Равата в 2021 году, когда начальник штаба Сухопутных войск Индии Манодж Мукунд Нараване был назначен исполняющим обязанности председателя Комитета начальников штабов Индии.

## История

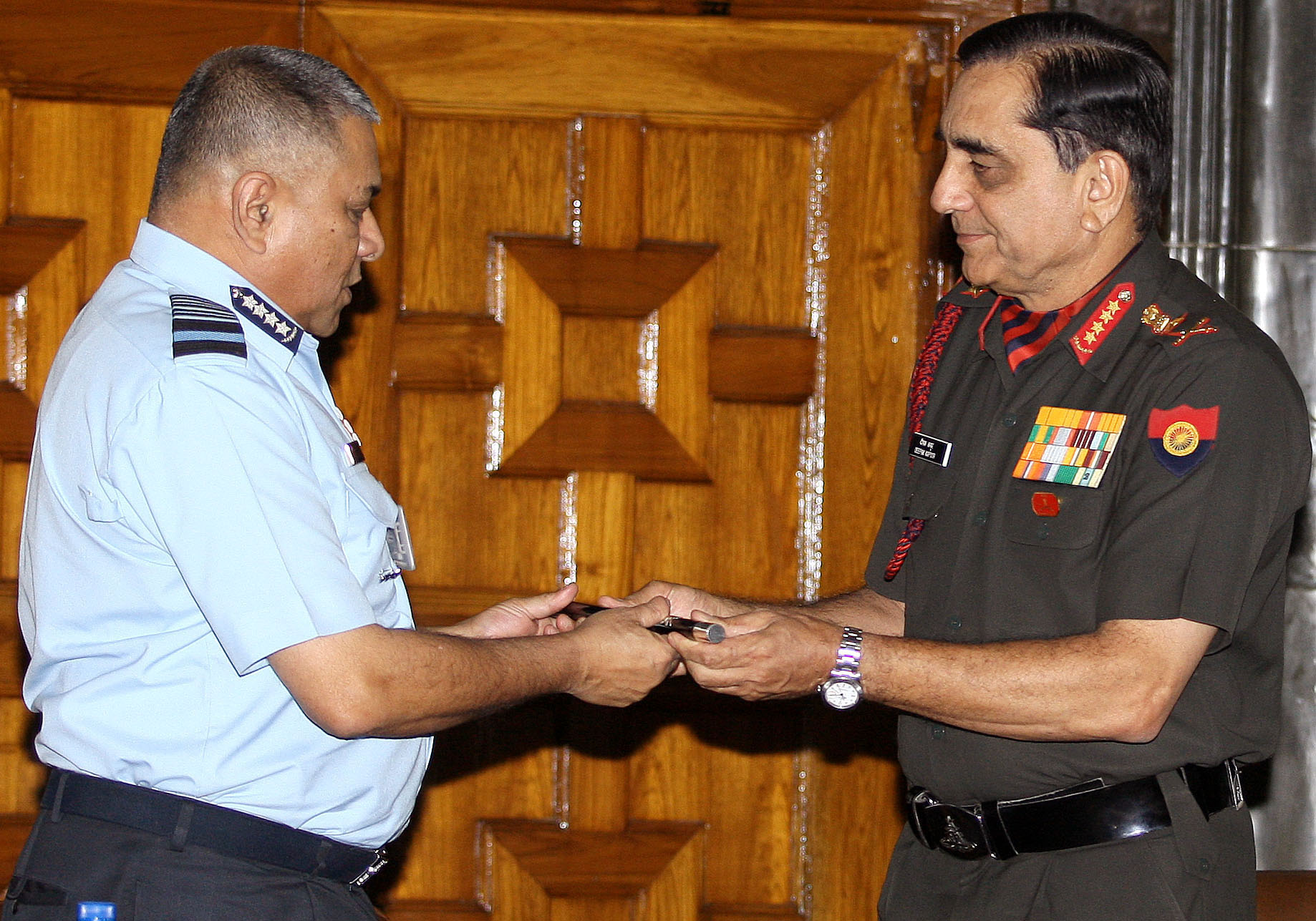
Уходящий из должности Дипак Капур (справа) вручает жезл председателя Комитета начальников штабов Индии Прадип Васант Наик (слева), март 2010 года.

Сразу после разделения Британской Индии и основания независимой Индии в 1947 году, вооружённые силы страны сформировали Комитет начальников штабов Индии — триумвират, отвечающий за межведомственную координацию по дисциплинам, связанным с военными делами Индии. В состав комитета, ныне состоящего из начальников штабов Сухопутных войск Индии, Военно-воздушных сил Индии и Военно-морских сил Индии, ранее также входили другие старшие по званию офицеры Вооружённых сил Индии. На практике должность председателя Комитета начальников штабов Индии больше похожа на титул. Тем не менее, должность была учреждена как договорённость централизованно действовать в качестве посредника по межведомственным делам, в качестве советника по отдельным вопросам и в качестве общего представителя Вооружённых сил Индии в Министерстве обороны Индии.

## Знаки различия

### Штандарт начальника штаба обороны
Должность начальника штаба обороны Индии поддерживает существование штандарта, независимо от того подразделения, где служит назначенный на должность офицер. Штандарт начальника штаба обороны Индии представляет собой тёмно-бордовое полотно, символизирующее межведомственную сплочённость, на котором в левом верхнем углу изображён национальный флаг Индии. На основном поле штандарта изображена печать начальника штаба обороны Индии, представляющая собой два скрещённых меча, символизирующих Сухопутные войска Индии, якорь с изображённой на нём национальной эмблема Индии, символизирующий ВМС Индии, и орла, символизирующего ВВС Индии, окружённые золотистым венком из дубовых листьев. Как и среди начальников штабов подразделений Вооружённых сил Индии, у начальника штаба обороны Индии принято вывешивать штандарт на служебном автомобиле и его резиденции.

### Другие знаки различия
Несмотря на то, что начальник штаба обороны Индии назначается из офицеров Вооружённых сил Индии, должность начальника штаба обороны Индии считается независимой, что требует для должности отдельных знаков различия. Военная форма начальника штаба обороны Индии представляет собой военную форму подразделения, в котором служит начальник штаба обороны Индии. Начальник штаба обороны Индии так же как и начальники штабов подразделений Вооружённых сил Индии носит на груди медали, полученные им, однако, в отличие от начальников штабов подразделений, на военной форме начальника штаба обороны отсутствует специальный трос.
Также основными знаками различия начальника штаба обороны Индии являются:
| Название     | Изображение | Описание |
| ------------ | ----------- | --- |
| Погон        |             | Бордовый наплечный погон, представляющий собой бордовое поле, на котором изображены эмблемы Сухопутных войск Индии, ВВС Индии и ВМС Индии, окружённые золотистым венком из дубовых листьев, над которыми изображена национальная эмблема Индии. |
| Фуражка      |             | Фуражка подразделения начальника штаба обороны Индии, к которой дополнительно прикреплена тёмно-бордовая лента. К ленте в свою очередь прикреплены окружённые венком из дубовых листьев эмблемы подразделений Вооружённых сил Индии.            |
| Пряжка ремня |             | Серебряная пряжка с окружёнными дубовым венком эмблемами подразделений Вооружённых сил Индии. |
| Пуговица     |             | Золотистая пуговица, украшенная исключительно эмблемами подразделений Вооружённых сил Индии. |

## Список
| № | Портрет | Имя (годы жизни)                | Начало правления      | Конец правления       | Срок правления | Подразделение           | Министр обороны | Примечания    |
| - | ------- | ------------------------------- | --------------------- | --------------------- | -------------- | ----------------------- | --------------- | ------------- |
| 1 |         | Генерал Бипин Рават (1958—2021) | 1 января 2020 года    | 8 декабря 2021 года   | 1 год 341 день | Сухопутные войска Индии | Раджнатх Сингх  | [ 27 ] [ 28 ] |
| — |         | Должность вакантна              | 9 декабря 2021 года   | 29 сентября 2022 года | 294 дня        | —                       | Раджнатх Сингх  |               |
| 2 |         | Генерал Анил Чаухан (род. 1961) | 30 сентября 2022 года | Действующий           | 1 год 302 дня  | Сухопутные войска Индии | Раджнатх Сингх  | [ 29 ]        |